# سيلفيا نجيريتش
سيلفيا نجيريتش (بالكرواتية: Silvia Njirić)‏ مواليد 9 يوليو 1993 في زغرب، هي لاعبة كرة مضرب كرواتية وتحتل حالياً المرتبة 421 (5 أكتوبر 2015) في تصنيف رابطة محترفات كرة المضرب. أعلى تصنيف لها في الفردي كان 421. أعلى تصنيف لها في الزوجي كان 290.

## النهائيات

### الفردي النهائي: 5 (4-1)
| الحصيلة | الرقم | التاريخ        | الدورة                | الأرضية | المنافس في النهائي | النتيجة في النهائي |
| الفوز   | 1.    | 10 أكتوبر 2010 | الجزائر، الجزائر      | ترابية  | فاطمة اللامي       | 3-6, 6-3, 6-1      |
| الوصافة | 2.    | 28 مايو 2011   | فيلينيه، سلوفينيا     | ترابية  | سكارليت ويرنر      | 2-6, 2-6           |
| الفوز   | 3.    | 8 أبريل 2012   | كاندية، اليونان       | سجاد    | تمارا تشروفيتش     | 6–3, 6–4           |
| الفوز   | 4.    | 15 أبريل 2012  | كاندية، اليونان       | سجاد    | انجليكا موراتلي    | 6-4 7-6            |
| الفوز   | 5.    | 10 نوفمبر 2014 | الدار البيضاء، المغرب | ترابية  | أماندين كازوكس     | 6-1 6-4            |

## روابط خارجية
- سيلفيا نجيريتش على موقع رابطة محترفات التنس (الإنجليزية)
- سيلفيا نجيريتش على موقع الاتحاد الدولي لكرة المضرب (الإنجليزية)
- سيلفيا نجيريتش على موقع كأس بيلي جين كينغ (الإنجليزية)
- سيلفيا نجيريتش على موقع خلاصة التنس.كوم (الإنجليزية)